# Cantón de Rostrenen
El Cantón de Rostrenen es una división administrativa francesa, situada en el departamento de Côtes-d'Armor, en la región de la Bretaña.

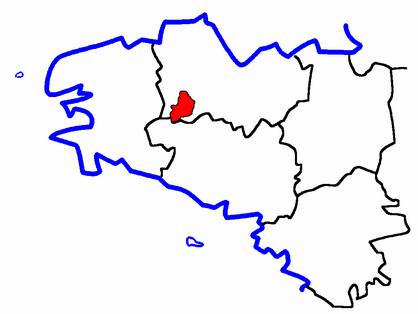
Localización del Cantón de Rostrenen.

## Composición
El cantón de Cantón de Rostrenen reagrupa las siguientes comunas francesas:
- Glomel ;
- Kergrist-Moëlou ;
- Plouguernével ;
- Trémargat ;
- Plounévez-Quintin ;
- Rostrenen.